# Singapour aux Jeux olympiques d'été de 1960
Singapour a participé aux Jeux olympiques d'été de 1960 à Rome. Encore colonie britannique, la délégation de Singapour concourait sous le drapeau qui allait devenir le drapeau national. Tan Howe Liang a remporté la première médaille olympique de ce territoire.

## Liste des médaillés de Singapour

### Médailles d'argent
| Sport                  | Discipline        | Sportifs       | Performance |
| Médailles d'argent : 1 |                   |                |             |
| Haltérophilie          | Légers 60-67.5 kg | Tan Howe Liang | 380,0 kg    |

## Sources
- (en) Cet article est partiellement ou en totalité issu de l’article de Wikipédia en anglais intitulé « Singapore at the 1960 Summer Olympics » (voir la liste des auteurs).